# Зелена салата
Зелена салата (салата) је једногодишња зељаста, дикотиледона биљка из фамилије главочика (Asteraceae) код које се за исхрану користе листови и главице.
Салата (lactuca sativa O.) иде међу најстарије културе. Гајили су је и веома ценили још древни народи у области Средоземља, много векова пре нове ере. У данашње време то је веома раширено и врло популарно салатно поврће, нарочито у земљама са свежијом климом. Код нас се гаји у свим крајевима, готово у сваком врту, као и на већим површинама за снабдевање пијаца.

## Таксономија и етимологија
је члан рода Lactuca (зелена салата) и породице Asteraceae (сунцокрет или астер). Ову врсту је први описао 1753. Карл Лине у другом тому свог дела Species Plantarum. Синоними за L.&nbsp;sativa укључују Lactuca scariola var. ,  var. integrata и L.&nbsp;scariola var. . L.&nbsp;scariola је сама по себи синоним за L.&nbsp;serriola, обичну дивљу или бодљикаву салату. L.&nbsp;sativa такође има много идентификованих таксономских група, подврста и варијетета, који оцртавају различите групе сорти домаће салате. Зелена салата је блиско повезана са неколико врста рода Lactuca из југозападне Азије; најближа веза је са L.&nbsp;serriola, агресивном коровом уобичајеном у умереним и суптропским зонама у већем делу света.
Римљани су зелену салату називали lactuca (lac што на латинском значи „млечни производ“), алузија на белу супстанцу, латекс, који излучује изрезане стабљике. Име Lactuca је постало име рода, док је sativa (што значи „посејана” или „култивисана”) додата да би се створило име врсте. Садашња енглеска реч lettuce, пореклом из средњег енглеског, потиче од старофранцуског letues или laitues, који потичу од римског имена. Име romaine потиче од сорте зелене салате узгајане у римским папским вртовима, док је кос, други термин за римску салату, проитеклу од најранијег европскогL. sativa семена те врсте са грчког острва Кос, центра узгоја салате у византијском периоду.

## Ботаничке особине
Салата је у блиском сродству са дивљом салатом која расте као коров и у балканским крајевима. Салата брзо расте и најпре развије лисну розету. У главичасте и римске салате унутрашњи листови образују мање или више чврсту главицу, величина, изглед и друге морфолошке одлике листова и целе биљке представљају карактеристична сортна обележја.
Цветоносно стабло израста до висине 1,5 м, у горњем делу се метличасто разгранава и образује главичасте цвасти са по 20-ак жућкастих цветова.
Семе је ситно, сивкасто или мркоцрно, ланцетасто и ребрасто.

## Услови успевања
Салата најбоље успева на релативно ниским температурама. Зато су у балканским крајевима претежно гаји рано у пролеће и у јесен. Оптимална температура успевања је око 15 степени Целзијуса, расте и на 5 °C. Младе биљке неких сорта успешно издрже јаке зиме. Високе температуре и суво време изазивају превремено исцветавање. Умерена и стална влага у земљишту значајан је услов за гајење салате. При прекомерној влази образује бујне али шупљикасте главице и биљке најзад угину.

## Површинска припрема земљишта
Почетком марта, чим дозволе временске прилике, улазак машина у њиву, треба извршити површинску припрему земљишта.
Уколико је основна обрада добро изведена и у току зиме је било доста мразева, довољно је да се изведе једно дрљање са бранањем, или култивирање лаким култиватором.

## Садња расада
Време садње: за пролећну потрошњу у току марта и почетком априла, почетком септембра за јесењу и почетком октобра за зимску. Размак између расада је 20-30 cm.
Начин садње: пресађивање може бити ручно и машинско.
Без обзира на који се расад сади биљка се не сме постављати дубље него што је била у леји.

## Ђубрење
Слабо развијен и плитак коренов систем у салате изискује лако доступне хранљиве материје. Нарочито је значајна обилна исхрана |азотом. Најбољи резултати се постижу применом стајњака у комбинацији са минералним ђубривима. Стајњак се заорава у јесен, а минерална ђубрива растурају при припреми земљишта за сетву, односно расађивање.

## Берба салате
Салата се бере ручно, пробирно, како која главица стиже у технолошку зрелост.
Беру се лепо формиране главице или розете.
Не сме се чекати да почну да прорасатју, јер су тада слабијег квалитета.

## Продукција
| Земља                                        | Милиона тона |
| -------------------------------------------- | ------------ |
| Кина                                         | 15,2         |
| Сједињене Државе                             | 3,8          |
| Индија                                       | 1,1          |
| Шпанија                                      | 1,0          |
| Италија                                      | 0,7          |
| Свет                                         | 27           |
| Source: UN Food and Agriculture Organization |              |

Године 2017, светска производња зелене салате (извештај у комбинацији са цикоријом) износила је 27 милиона тона, а само Кина је произвела 15,2 милиона тона или 56% укупне светске производње (погледајте табелу).
Зелена салата је једини члан рода Lactuca који се комерцијално узгаја.. Иако је Кина највећи светски произвођач зелене салате, већина усева се конзумира у земљи. Шпанија је највећи светски извозник зелене салате, а САД су на другом месту.
Западна Европа и Северна Америка биле су првобитна главна тржишта за производњу велике салате. До касних 1900-их, Азија, Јужна Америка, Аустралија и Африка постале су значајнија тржишта. Различите локације су преферирале различите врсте зелене салате, при чему је главичаста преовладавала у северној Европи и Великој Британији, ромејн на Медитерану и матичне салате у Кини и Египту. До касног 20. века, пожељне врсте су почеле да се мењају, са хрскавом салатом, посебно ајсберг, која је постала доминантна врста у северној Европи и Великој Британији и популарнија у западној Европи. У САД ниједна врста није преовладавала све до раног 20. века, када је хрскава салата почела да добија на популарности. После 1940-их, са развојем салате ајсберг, 95 процената зелене салате која се узгаја и конзумира у САД била је хрскава салата. До краја века, други типови су почели да повраћају популарност и на крају су чинили преко 30 процената производње. Зелена салата је првобитно развијена у Кини, где се и даље првенствено узгаја.
Почетком 21. века, производи салате у врећицама су се повећали на тржишту зелене салате, посебно у САД где су иновативни начини паковања и транспорта продужавали свежину.
У Сједињеним Државама 2013. године, Калифорнија (71%) и Аризона (29%) произвеле су скоро сву свежу зелену салату у глави и листовима у земљи, при чему је главичаста салата дала 9400 долара вредности по акру, а лисната салата 8000 долара по акру.